# Calyptranthes paradoxa
Calyptranthes paradoxa är en myrtenväxtart som beskrevs av Ignatz Urban. Calyptranthes paradoxa ingår i släktet Calyptranthes och familjen myrtenväxter. Inga underarter finns listade i Catalogue of Life.